# Zeitschrift für Unternehmensgeschichte
Die Zeitschrift für Unternehmensgeschichte (ZUG) ist eine wissenschaftliche Fachzeitschrift, die sich unternehmens- und wirtschaftshistorischen Themen widmet. Sie wird von der Gesellschaft für Unternehmensgeschichte e. V. (GUG) herausgegeben und erscheint halbjährlich bei De Gruyter.

## Entstehung der Zeitschrift
Die Zeitschrift besteht unter ihrem heutigen Namen seit 1977 und ist Nachfolgerin der seit 1956 bestehenden Tradition. Zeitschrift für Firmengeschichte und Unternehmerbiographie. Diese geriet in den 1970er Jahren in die Krise, der Verlag drohte mit Einstellung. Ziel der Gründung der Gesellschaft für Unternehmensgeschichte e. V. im Jahr 1976 war deshalb unter anderem der Erhalt der Zeitschrift. Die GUG übernahm die Tradition, die seit 1. Januar 1976 unter dem Titel Zeitschrift für Unternehmensgeschichte beim Franz Steiner Verlag erschien. 2017 wechselte sie zu De Gruyter.

## Herausgeberkreis
Die ZUG wird herausgegeben von Jan-Otmar Hesse (Universität Bayreuth) als verantwortlichem Redakteur, Christian Kleinschmidt (Phillips-Universität Marburg) und Werner Plumpe (Goethe-Universität Frankfurt am Main), in Verbindung mit Hartmut Berghoff (Georg-August-Universität Göttingen), Carsten Burhop (Rheinische Friedrich-Wilhelms-Universität Bonn), Andreas Fahrmeir (Goethe-Universität Frankfurt am Main), Raymond Stokes (University of Glasgow) und Thomas Welskopp (Universität Bielefeld). Editorial Manager ist Andrea H. Schneider-Braunberger (Geschäftsführerin der GUG).

## Reichweite und Zertifizierung
Die ZUG besitzt den Status eines refereed journal. Seit 2011 wird die Zeitschrift im Ranking der European Science Foundation in der Spitzenkategorie INT1 geführt. 2008 wurde die ZUG außerdem in den European Reference Index for the Humanities and the Social Sciences (ERIH PLUS) aufgenommen. Eingereichte Aufsätze unterliegen einem anonymen Gutachterverfahren, mit dem über die Aufnahme in die Zeitschrift entschieden wird und werden in Deutsch oder Englisch publiziert. Artikel, die in der ZUG erscheinen, werden in Historical Abstracts und America: History and Life zusammengefasst und gelistet.
Die Jahrgänge der ZUG ab 1977 bzw. der Tradition von 1956 bis 1976 wurden retrodigitalisiert und stehen auf JSTOR zur Verfügung.

## Schriftenreihe zur ZUG
In der Schriftenreihe zur Zeitschrift für Unternehmensgeschichte werden mit dem Preis für Unternehmensgeschichte ausgezeichnete Arbeiten, unabhängige kritische Unternehmensgeschichten, sowie Tagungsbände und Quelleneditionen veröffentlicht. Mit dem Preis für Unternehmensgeschichte kürt die GUG jährlich eine herausragende Monografie, Dissertation oder Habilitationsschrift zur Unternehmensgeschichte. Seit 2016 erscheint die Schriftenreihe bei De Gruyter, zuvor wurden Publikationen der Reihe bei C.H. Beck veröffentlicht. Herausgeber ist die GUG.